# Pavol Dobšinský
Pavol Dobšinský (16. března 1828, Slavošovce, Uhersko – 22. října 1885, Drienčany, Rakousko-Uhersko) byl slovenský evangelický kněz, folklorista, básník, spisovatel, překladatel a sběratel lidové slovesnosti, který je řazen do období romantismu a je jedním ze spisovatelů tzv. štúrovské generace.

## Životopis
Narodil se v rodině evangelického faráře. Vzdělání získal na gymnáziu v
Rožňavě a Miškovci. Od roku 1840 studoval na evangelickém lyceu v Levoči. V roce 1850 úspěšně dostudoval a složil kněžskou zkoušku. V letech 1848–1849 se přidal k revoluční armádě a později se stal vojákem císařského vojska. V letech 1850–1852 působil v Levoči jako asistent u evangelického faráře a etnografa. Díky svému zaměstnavatelovi
se začal věnovat sbírání a vydávání slovenské lidové slovesnosti. Od roku 1852 pracoval jako pomocný redaktor v časopisu Slovenské pohľady, později působil jako kaplan, v letech 1858–1861 jako profesor slovenského jazyka a literatury v Banské Štiavnici, a později se usadil v Drienčanech, kde od roku 1861 působil jako farář. Oženil se celkem dvakrát – poprvé si vzal Paulinu Schmidtovou, jeho druhou družkou se stala vdova po Jánovi Čajakovi a sestra Terezie Vansové Adela Medvecká-Čajaková.

## Tvorba
Začátky jeho literární tvorby se datují ještě do dob jeho studií na evangelickém lyceu. Už v té době psal básně v intencích štúrovské poezie. Byly to zejména variace na lidové písně, vlastenecké a alegorické básně. Soustavně též překládal ze světové poezie. V různých časopisech mu postupně vyšly překlady G. G. Byrona, A. L. Lamartina, A. M. Mickiewicza. Vydával rukopisný časopis Holubica, vydával časopis Sokol, recenzoval almanachy Concordia a Lipa. Jako editor se zasloužil o vydání literárních prací Jána Čajaka, Jána Botty či Ľudovíta Kubániho. Těžiště jeho činnosti spočívá ve folkloristice. Už jako student se zaobíral problematikou lidové slovesnosti. Časopisecky publikoval folkloristické studie a shrnul je do knihy Úvahy o slovenských pověstech (1872). Soustavně sbíral a zapisoval písně, přísloví, pořekadla, hádanky, hry, obyčeje a pověry. Před publikováním je zbavil původní erotičnosti a šťavnatého humoru, díky čemu se lidová díla (jež byla původně určená jen dospělým) stala oblíbenými a vhodnými pro dětské čtenáře. Spolu s A. H. Škultétym sestavili a v letech 1858–1961 posléze vydali soubor 64 pohádek v šesti sešitech pod názvem Slovenské pověsti. Krátce před smrtí vydal 90 pohádek v osmi sešitech pod názvem Prostonárodní slovenské pověsti (1880–1883). Tyto jeho sbírky jsou základním a dodnes velmi cenným a reprezentativním dílem slovenské folkloristiky.

## Dílo
- 1858/1861 – Slovenské pověsti. Rožňava – Banská Štiavnica
- 1874 – Sborník slovenských národních písní, pověstí, přísloví, pořekadel, hádanek, her, obyčejů a pověr
- 1880 – Prostonárodní obyčeje, pověry a hry slovenské
- 1880/1883 – Prostonárodní slovenské pověsti, 8 dílů

## Dílo v elektronické podobě
- Prostonárodnie obyčaje, povery a hry slovenské (plný text diela)
- Prostonárodne slovenské povesti (plný text diela)
- DOBŠINSKÝ, P., ŠKULTÉTY, A. H. Slovenské povesti Kniha 1. Povesti prastarých báječných časov. Rožňava: [s.n.], 1858. 401 s. - dostupné v Digitální knihovně UKB
- Prostonárodné slovenské povesti, Sošit 1, 2, 3, 4, 5, 6, 7, 8. Turčiansky Sv. Martin: Kníhtlač. úč. spolok, 1911. 96, 96, 96, 96, 93, 96, 96, 96 s. - dostupné v Digitální knihovně UKB